# Falešna kočička aneb Když si žena umíní
Falešná kočička aneb Když si žena umíní è un film del 1926, diretto da Svatopluk Innemann, su sceneggiatura di Josef Skružný e Elmar Klos, vagamente ispirato alla commedia Pigmalione di George Bernard Shaw .

## Trama
Il dottor Karel Verner, dentista, vuole prender moglie, ma ha un'idea fissa: la vuole delle classi disagiate, in modo da poterla "educare" ed inserire nella società benestante.
In uno stabilimento termale altolocato di Karlovy Vary la giovane Milča Janotová incontra la sua nutrice di un tempo, Amálka Holoubková, che ora fa da governante a casa del dentista, e che le racconta della fissazione matrimoniale del proprio datore di lavoro.
Milča allora escogita un piano per potersi fare prendere in moglie dal dottore. Tornata in città, contatta Vendelin Pleticha, un ex-fidanzato di Amálka, un uomo un tempo morigerato e ora dedito al bere, e, seguendolo per bettole e bische, si fa dare lezioni sul malcostume e la volgarità. Poi si introduce con un pretesto a casa del dottore, che abbocca alla trappola: scambiandola per una rozza popolana, comincia ad istruire Milča, a cominciare dall'alfabetizzazione fino alle buone maniere.
Infine Vendelin si presenta dal dottore, fingendo di essere il padre della giovane, e, mentre Karel Verner gli chiede la mano della supposta figlia, Vendelin ne approfitta per lucrare e per scroccare da bere.
La commedia prosegue fino a quando dal dentista non si presenta una signora dell'alta società che riconosce Milča. Il dottore si sente preso in giro e caccia, sebbene a malincuore, sia la giovane sia, con maggior soddisfazione e più a fatica, il presunto padre.
Gli avvenimenti, in seguito, prendono una particolare piega per cui il dottore e Milča si riappacificano e si sposano, e Vendelin si riunisce ad Amálka.